# Ируаррисага, Луис
Луис Ируаррисага (исп. Luis Iruarrizaga Aguirre; 25 августа 1891, Юрре, провинция Бискайя — 13 апреля 1928, Мадрид) — испанский композитор и органист.
С шести лет пел в церковном хоре. В тринадцатилетнем возрасте поступил в церковную школу кларетинцев в городе Вальмаседа, где получил возможность учиться музыке у Мартина Родригеса. В 16 лет, будучи послушником в Сеговии, начал заниматься композицией. Затем, изучая богословие в Санто-Доминго-де-ла-Кальсада, одновременно совершенствовался в изучении григорианского хорала. Затем обосновался в Мадриде, заняв пост органиста в кларетинском соборе Сердца Марии. Руководил также школой церковной музыки и журналом «Tesoro Sacro Musical». Основал хоровой коллектив при Мадридской духовной семинарии и дирижировал его выступлениями.
Трёхтомное собрание музыкальных произведений Ируаррисаги, исключительно религиозного содержания, выпущено в 1944 году.